# 不吉波普系列
《不吉波普系列》是由日本作家上遠野浩平所創作的科幻題材輕小說作品。作者處女作「不吉波普不笑」（日語：ブギーポップは笑わない）參加第4屆電擊小說大獎即獲得第一名。獲獎後於1998年2月開始在電擊文庫上連載，小說插畫由緒方剛志繪製。2000年1月以「幻影死神」（日語：ブギーポップは笑わない Boogiepop Phantom）為題播放電視動畫。2018年3月10日宣布再次TV動畫化，於2019年1月以「不吉波普不笑」為題播放電視動畫。

## 登場角色
聲優前者為2000年版本，後者為2019年版本。

### 主要角色
不吉波普（聲：清水香里／悠木碧）
當宮下藤花感知到世界危機即將來臨時，會自動出現的另一人格，名字的來源是因自己皆是無意識下出現，如同浮出水面的泡沫毫無徵兆，也被稱為「死神」或「世界的朋友」，習慣以男性的口吻說話，但本人並不在乎自己是男是女。
約在藤花國中時誕生，當時的她遇見了將亡的合成人「稻草人」，並得知他因自己無法成為正義的夥伴而悔恨，此後便像是要繼承他的意志一般，經常穿著不合身的黑色大衣和加高的黑帽，與所謂「世界之敵」戰鬥，但也讓自己惹上如「會在女孩最美麗的年紀時將之殺死的美少年」的謠言。認為自己擅自出現對宮下家造成很大的麻煩，每次行動都會改写藤花的記憶而使其不会发觉异常。
宮下藤花（聲：清水香里／悠木碧）
縣立深陽學園通學女高中生，初登場時高中二年級。

### 次要角色
- 下列人物在多部小說中皆有登場，通常出場時會以他們為主視角。

竹田啓司（聲：小林千晃）
宮下藤花交往的縣立深陽學園學生，初登場時高中三年級。不吉波普唯一的人類朋友。
霧間凪（聲：淺川悠／大西沙織）
被稱為「炎之魔女」的女高中生。
在不吉波普不笑篇中受纸木城委托调查曼提柯爾，在找到艾柯斯并与其和早乙女调查纸木城失踪时，被早乙女割喉，但被艾柯斯给予生命而复活。
谷口正樹（聲：八代拓）
凪的義弟（凪的母親再婚對象的孩子），歸國子女，待人和善且重感情。
末真和子（聲：長沢響／近藤玲奈）
縣立深陽學園通學女高中生，凪的朋友。
織機綺（聲：市之瀨加那）
統和機構的合成人類，被放電幽靈洗腦控制，解除洗腦後與正樹交往並與凪同居，進入餐飲學校。
新刻敬（聲：下地紫野）
縣立深陽學園學生，初登場時高二年級。少數知道宮下藤花與不吉波普關係的知情者。
羽原健太郎（聲：村井雄治）
高中生駭客，曾使用惡意程式盜賣非法金融公司的機密，結果越做越大導致被警方追蹤，後被凪及時阻止後開始擔任她的協助者。

### 「不吉波普不笑」登場角色
艾柯斯（共鳴者）（Echoes，聲：松野太紀／宮田幸季）
受命調查地球人是否善良的外星生物，變身成一名白長髮的男性地球人進行調查，卻因進化過度而暴露身分，被統和機構捕獲。因為語言能力低落，只能重複他人講的話，研究人員便以「回聲（Echoes）」稱呼他。期間機構不但對他進行許多殘忍的實驗，甚至還以他的細胞製造了複製人，結果複製人竟在研究所大開殺戒後脫逃，為此感到愧疚的艾柯斯想要彌補過錯，在街上徘徊許久後終於被紙木城直子收留於深陽學園。
直子被殺後與凪一同尋找曼提柯爾，卻沒料到正美和曼提柯爾是同夥，而在離開學校前遭兩人突襲，凪也當場被正美割喉，艾柯斯為了救凪將生命分給她，反而因此打不贏曼提柯爾，最後眼見敬不顧性命的擋在他面前，認為大多數人類雖然醜陋，但依然有善良的人存在，便將自己的身體化作信號射向遠方，此舉剛好也將正美燒成灰燼。
百合原美奈子 / 曼提柯爾（聲：淺野麻由美／竹達彩奈、雞冠井美智子（曼提柯爾））
統合機構以艾柯斯為藍本製造的合成人類，嗜好吃人。因為受不了統合機構的囚禁而脫逃，來到深陽學園殺死了女學生百合原美奈子，打算複製他的容貌潛伏於人類中，卻意外被剛好路過的正美看見，原本想要殺了他滅口，但正美反而表示願意協助他，並給他取了「曼提柯爾（Manticore）」的名字。此後他為了反抗統合機構，便開始與正美謀劃組建奴隸軍的計畫，以麻藥控制許多女學生做控制人腦的實驗，然而這些人卻都無一例外的最終死去，而他們的行動也因曼提柯爾殺死了直子後逐漸被其他人盯上。在得知艾柯斯也打算處理他之後決定滅口，黃昏時趁著凪、志郎和敬同在一處突襲艾柯斯，原本佔了上風，但卻沒想到艾柯斯卻為了保護敬將自身化作能量射向她，將她推開的正美因此被蒸發而死，曼提柯爾則在心靈崩潰之際被不吉波普用線纏住，並被志郎趁機射穿頭部而亡。
早乙女正美（聲：福山潤／榎木淳弥）
縣立深陽學園一年級學生，無論何時何地都能融入集體的普通少年。曾想佔有凪並向她告白，但對方以「不想與普通人扯上關係」為由拒絕了他，因此內心深處一直都耿耿於懷。
某天在茶道部門口撞見曼提柯爾正在複製百合原美奈子的樣貌，便藉此機會表示願意協助他，並開始與曼提柯爾謀劃將人類變為奴隸以培植勢力的計畫，在班上同學草津秋子邀請他出遊後將她麻倒送給曼提柯爾控制，以此抓來女學生給曼提柯爾做控制人腦的實驗。然而實驗不斷失敗的同時，他們的行動也被開始被其他人盯上，為了消滅包括凪和艾柯斯等調查者。他趁著志郎與敬在尋找直子和霧間凪時主動提供幫助，巧妙地引誘出了凪和艾柯斯後在黃昏時與曼提柯爾展開突襲，使艾柯斯中毒並將凪割喉，後在艾柯斯射出信號能量時推开了曼提柯爾而當場蒸發。
在不吉波普幻影中會以不同幻影的方式出現。
紙木城直子（聲：諏訪彩花）
縣立深陽學園三年級學生，竹田啓司的同學，也是凪的摯友。意外在街上收留了走投無路的外星人艾柯斯，並得知他的經歷後幫助他尋找曼提柯爾。由于想找回躲在校园的艾柯斯，而意外碰到正美與曼提柯爾，被打斷頸部慘死。
田中志郎（聲：市川蒼）
嚴肅性格的少年，弓道部王牌，縣立深陽學園一年級學生，曾被紙木城直子告白，但因聽聞她的誹聞而遲遲沒有接受。因直子突然失蹤與不吉波普的報信而開始涉入女學生失蹤事件，為了查明真相與學生會的敬和同學早乙女正美一同行動，卻在最後正美突襲艾柯斯與凪時，才發覺直子早已被殺害，當場驚慌失措逃的不見蹤影，但被不吉波普找回後，鼓起勇氣在她的幫助下射殺了曼提柯爾。
木下京子（聲：田村由香里／佐藤亞美菜）
縣立深陽學園學生，初登場時高中二年級，末真和子的朋友。女学生失踪事件中的幸存者，曾经被凪怀疑是曼提柯爾。
草津秋子（聲：清都亞理沙）
縣立深陽學園學生，在課堂上主動邀請正美約會，卻被他以安眠藥麻倒後送給曼提柯爾，被曼提柯爾控制，自此成了兩人的奴隸。曼提柯爾將她的大腦活性化，分泌了許多能控制人腦的麻藥，進而造成女學生失蹤事件，其後因逐漸失智，無法行動後被曼提柯爾吃掉。

### 「VS幻想者」登場角色
飛鳥井仁（聲：細谷佳正）
來自國立大學的俊秀畫家，預科學校的兼職教師。具有以玫瑰為具體形象，看見他人心靈的能力（如花朵為理想，莖上的刺為攻擊性）。某天看見自己的學生捲入統合機構的藥物實驗，在他面前自殺而死，受此刺激的他在水乃星「擅飛若鳥猶有失墜之時，暖如四月飄雪也未可知」的言語誘惑下，決定進行改造人類心靈的計畫。
斯普奇E（聲：中田讓治／上田燿司）
統和機構的合成人類，代號全名為「Spooky Electric」（意為電擊幽靈），如其名般擁有電擊的能力，可以操控他人的意識與記憶。被統合機構派來進行投放成癮藥物以及觀察合成人與人類交配的實驗，他通過電流對多名人類洗腦並命令他們為其辦事。
衣川琴絵（聲：阿澄佳奈）
飛鳥井仁的親戚，父母經營不動產，家庭富裕的少女，內心暗戀著飛鳥井仁。被斯普奇E洗腦後成為其「終端」之一並被派去尋找幻想者，最後為霧間凪所解救。
安能慎二郎（聲：鈴木千尋／長谷川芳明）
與谷口正樹、織機綺同年級的少年。在國中三年級，正樹轉學來到班上時即對他一見鍾情，但卻不知如何表達而被誤會與他關係很差，甚至還請求同學襲擊正樹，密謀趁機出手救援以創造與他成為朋友的契機，結果因為綺與飛鳥井意外出現導致計畫失敗。其後聽聞綺的緋聞而擔心正樹，在跟監兩人的過程中被斯普奇E偷襲，以能力洗腦後成為他的「終端」之一，並被命令升學進入深陽學園。然而由此失去所有感情與願望的他反而開始受到周遭人們的認可，甚至收到了女同學的情書，最後因飛鳥井注意到他內心的缺失，將他的洗腦解除後才恢復正常，在進入深陽學園時恢復自身感情而流下了眼淚。
水乃星透子（聲：花澤香菜）
縣立深陽學園學生，通曉哲學理論，具有看見人死亡的能力。小時候曾與小說家霧間誠一對話，並準確預言了他的死亡，當時誠一對她所說的「人即使死了，他所付出了努力也將被人傳承」大大影響了她此後的思想。高中時企圖通過改造人心，藉此找到實現人類進化的可能性而被不吉波普視為世界之敵，在與他對峙時自學校頂樓跳下自殺。但死後她的意識並未就此消失，反而因其能力成為存在於未來的能量體，並被不吉波普稱作「幻想者」，她選中了飛鳥井仁繼續推動她的理想。

### 「黎明的不吉波普」登場角色
來生真希子（聲：伊藤美紀/木下紗華）
縣立綜合醫院新人醫師，對人類為何恐懼的問題著迷而選擇了精神科。某天因為在霧間凪的病房偶然發現了黑田偷出來的進化藥，進行實驗之後自身得到了看見他人的恐懼與極強的超能力（再生能力和超越一般人類的攻擊力）。卻也因此野心膨脹而走火入魔，開始在醫院內玩弄病人以及四處用獵奇手法殺死青少年，並吞食被害者的腦髓以他們臨終的恐懼為樂。
對霧間凪很感興趣，設下圈套一舉殺死了計劃除掉自己的佐佐木，並追殺霧間凪至湖邊，卻不慎被霧間凪用高壓電流導入到湖水使自己被電擊而失手，最後被不吉波普抹除。
黑田慎平（聲：近田和生／宮內敦士）
統合機構的合成人，代號「稻草人（スケアクロウ，Scarecrow）」，習慣穿著深灰色的大衣與奇怪的高帽子，負責監視其他合成人的舉動與執行MPLS探查任務，平時以私家偵探的身分潛伏於人類之中。
調查寺月建造的醫院途中，與當時深受異常進化所苦的凪相遇，由於同情而選擇放棄向上級回報MPLS，轉而襲擊機構的藥廠，搶來進化藥以治療她。但也因背叛組織遭到佐佐木追殺，傷重後於宮下家的葬禮現場遇見了剛出生的不吉波普，並向他傾訴自己的悔恨後去世。
白鴿（聲：加隈亞衣）
統合機構的合成人，具有高速移動的能力，負責監視其他合成人的舉動。對搭檔稻草人抱持著淡淡的戀情，因此在他被殺害後對佐佐木極度憎恨，在來生的邀請下與她聯手。以自己為誘餌使佐佐木被來生偷襲而死，但自己也被佐佐木重傷，最終在不吉波普的注視下去世。
佐佐木政則（聲：阪口周平）
統合機構的戰鬥型合成人，代號「莫·瑪達（モ・マーダー，Mo・Murda）」，平時以食品業員工的身分潛伏於人類之中，實際上卻是負責暗殺工作的機構人員，能夠從手中發出細微的震波，用以擊碎對方的內臟。受命殺死搶劫進化藥的「稻草人」，但眼見他死前滿足的遺容而開始質疑自己的工作意義。此想法後來被京稱為「蟲子」，並預言他將來可能為此而亡。
幾年後與白鴿分頭調查來生引發的食屍鬼事件而結識凪。由於擔心凪也慘遭來生的毒手，臨時決定先下手為強，殊不知卻中了白鴿的圈套，被來生擊穿身體致死，死前見到凪平安無事而最終理解了「蟲子」的意義。
霧間誠一（聲：川田紳司）
霧間凪的父親，職業為作家，本作中有不少人因為他的作品或與他對話而深受影響。與妻子離婚後仍和凪生活同一個屋簷下。某天收到一名少年書迷京（キョウ，聲：新祐樹）的來信，了解到他身上出現了怪異的才能，也因此被奇怪的勢力盯上。他不顧好友榊原弦的勸告繼續調查，結果接觸到統合機構的黑暗面而被佐佐木暗殺。
榊原弦（聲：竹内良太）
格鬥家，霧間誠一的好友，也是凪和正樹的武術師傅。

### 「歪曲王」登場角色
寺月恭一郎（聲：大川透）
統合機構的合成人，表面上為大企業MCE的社長，暗地裡卻是機構為了操弄世界經濟而放出的幹員。當年僅24歲便創立了一家飾品公司，營運順利之後又逐步將觸手伸向其他職業，並加以整合成立了後來的MCE。
然而勢力發展快速的結果卻招致了統合機構的猜疑，黎明篇時寺月被機構列為A級監視對象，而當時負責調查的「稻草人」認為寺月不過是喜歡蓋奇怪建築物的企業家，判定他並無異常。寺月知道自己終有一天會被機構處分，便決定在死前放手一搏，建造了一座形狀怪異的高塔月之神廟（Moon Temple），並在塔中放置催眠瓦斯等機關，認為能最先醒來，到達塔頂解除高塔封鎖的參觀者肯定是自身可能性最大的進化者。56歲時，他錄了影片希望能警告將來的抵達者，其將會成為統合機構最大的敵人，隨後便遭合成人尤金殺死。歪曲王篇中，羽原與田中志郎於月之神廟即將被拆毀的前一個月登上塔頂而完成了他的遺願。
橋坂靜香（聲：杉山里穂）
寺月眾多的情婦之一，因得知寺月的死訊而與兒子真一同前來參觀月之神廟。
父親為一家中小企業的老闆，從小便因父親愛面子的緣故，被他當成深閨大小姐撫養，過著糜爛的生活，還曾與不少男人發生關係。二十歲時懷上了真，但卻不知父親究竟何人，也沒有撫養孩子的經濟能力，情急之下便威脅寺月，希望能讓他收留她們，寺月知道自己並沒有生殖能力，不可能有後代，不過為了避免橋坂被統合機構盯上，還是願意給予足夠的金錢，並告誡橋坂自己六年後將會死去，不要再與他扯上關係，但她反而誤會是寺月怕麻煩想要撇清關係，從此之後便全力想將真撫養成優秀的人以羞辱寺月，然而最後寺月竟就如他所言的被機構抹殺，使她大為驚訝。
橋坂真（聲：内藤有海）
一般觀光客。
道元咲子（聲：津田美波）
一般觀光客。

## 小說
| 卷數 | 日文標題                                                | 中文標題                        | 發售日     | ISBN                   |
| ---- | ------------------------------------------------------- | ------------------------------- | ---------- | ---------------------- |
| 1    | ブギーポップは笑わない                                  |                                 | 1998年2月  | ISBN 4-8402-0804-2     |
| 2    | ブギーポップ・リターンズ VSイマジネーター PART 1        | 歸來的不吉波普VS幻想者 PART 1   | 1998年8月  | ISBN 4-8402-0943-X     |
| 3    | ブギーポップ・リターンズ VSイマジネーター PART 2        | 歸來的不吉波普VS幻想者 PART 2   | 1998年8月  | ISBN 4-8402-0944-8     |
| 4    | ブギーポップ・イン・ザ・ミラー パンドラ                 | 鏡中的不吉波普 潘朵拉           | 1998年12月 | ISBN 4-8402-1035-7     |
| 5    | ブギーポップ・オーバードライブ 歪曲王                   | 不吉波普過載 歪曲王             | 1999年2月  | ISBN 4-8402-1088-8     |
| 6    | 夜明けのブギーポップ                                    | 黎明的不吉波普                  | 1999年5月  | ISBN 4-8402-1197-3     |
| 7    | ブギーポップ・ミッシング ペパーミントの魔術師           | 消失的不吉波普 胡椒薄荷的魔術師 | 1999年8月  | ISBN 4-8402-1250-3     |
| 8    | ブギーポップ・カウントダウン エンブリオ浸蝕             | 不吉波普倒數 浸蝕的胚胎         | 1999年12月 | ISBN 4-8402-1358-5     |
| 9    | ブギーポップ・ウィキッド エンブリオ炎生                 | 奸詐的不吉波普 爆發的胚胎       | 2000年2月  | ISBN 4-8402-1414-X     |
| 10   | ブギーポップ・パラドックス ハートレス・レッド           | 矛盾的不吉波普 冷酷之紅         | 2001年2月  | ISBN 4-8402-1736-X     |
| 11   | ブギーポップ・アンバランス ホーリィ&ゴースト            | 失衡的不吉波普 聖靈與鬼魂       | 2001年9月  | ISBN 4-8402-1896-X     |
| 12   | ブギーポップ・スタッカート ジンクス・ショップへようこそ | 斷奏的不吉波普 歡迎來到厄運商店 | 2003年3月  | ISBN 4-8402-2293-2     |
| 13   | ブギーポップ・バウンディング ロスト・メビウス           | 境界的不吉波普 失落的莫比烏斯   | 2005年4月  | ISBN 4-8402-3018-8     |
| 14   | ブギーポップ・イントレランス オルフェの方舟             | 偏執的不吉波普 奧菲斯的方舟     | 2006年4月  | ISBN 4-8402-3384-5     |
| 15   | ブギーポップ・クエスチョン 沈黙ピラミッド               | 疑問的不吉波普 沉默金字塔       | 2008年1月  | ISBN 978-4-8402-4141-0 |
| 16   | ブギーポップ・ダークリー 化け猫とめまいのスキャット     | 黑暗的不吉波普 妖貓魅惑的歌聲   | 2009年12月 | ISBN 978-4-04-868197-1 |
| 17   | ブギーポップ・アンノウン 壊れかけのムーンライト         | 未知的不吉波普 即將消逝的月光   | 2011年1月  | ISBN 978-4-04-870122-8 |
| 18   | ブギーポップ・ウィズイン さびまみれのバビロン           | 心中的不吉波普 鏽壞的巴比倫     | 2013年9月  | ISBN 978-4-04-891870-1 |
| 19   | ブギーポップ・チェンジリング 溶暗のデカダント・ブラック | 變化的不吉波普 褪色的頹廢之黑   | 2014年11月 | ISBN 978-4-04-869047-8 |
| 20   | ブギーポップ・アンチテーゼ オルタナティヴ・エゴの乱逆   | 對立的不吉波普 次要人格的反噬   | 2016年3月  | ISBN 978-4-04-865831-7 |
| 21   | ブギーポップ・ダウトフル 不可抗力のラビット・ラン       | 可疑的不吉波普 無法抗拒的疾馳   | 2017年7月  | ISBN 978-4-04-893233-2 |
| 22   | ブギーポップ・ビューティフル パニックキュート帝王学     | 美麗的不吉波普 恐慌帝王學       | 2018年4月  | ISBN 978-4-04-893800-6 |
| 23   | ブギーポップ・オールマイティ ディジーがリジーを想うとき | 全能的不吉波普 當黛西想起麗茲   | 2019年5月  | ISBN 978-4-04-912323-4 |

## 電視動畫

### 幻影死神

#### 製作人員
- 原作：上遠野浩平
- 企畫：プロジェクト・ブギーポップ（宮野洋美、中村直樹、西村浩哉、大島滿）
- 導演：渡部高志
- 副導演：安田賢司
- 系列構成：村井貞之
- 腳本：村井貞之、水上清資、野尻靖之
- 人物原案：緒方剛志
- 人物設計：須賀重行
- 美術監修：加藤浩
- 美術監督：平間由香、保木いずみ（美峰工作室）
- 美術設定：平澤晃弘
- 色彩設定：鈴城るみ子
- 攝影監督：安津畑隆
- 編集：瀬山武司
- 音響監督：鶴岡陽太
- 錄音工作室：東京テレビセンター
- 音響製作：樂音舎
- 音效設計：笠松廣司（Digital Circus）
- 音樂：The Art of Club ForB.P.
- 音樂協力：東京電視台音樂
- 節目擔當：岩田圭介（東京電視台）
- 製作人：丸山正雄、植田泰生、古瀨和也
- 動畫製作人：淺利義美（TRIANGLE STAFF）、安部正次郎（TRIANGLE STAFF）
- 動畫製作協力：TRIANGLE STAFF
- 動畫製作：Madhouse

#### 主題曲
片頭曲
作詞・作曲・編曲・主唱：菅止戈男
在真人版電影中使用該曲當作主題曲。
片尾曲
作曲：杏子、馬場一嘉，作詞・主唱：杏子 (歌手)

#### 各話列表
| 話數 | 標題                        | 脚本     | 分鏡              | 演出       | 作畫監督                              |
| ---- | --------------------------- | -------- | ----------------- | ---------- | ------------------------------------- |
| 1    | Portraits from Memory       | 村井貞之 | 渡部高志 安田賢司 | 安田賢司   | 須賀重行                              |
| 2    | Light in Darkness           | 村井貞之 | 安田賢司          | 米田光宏   | 田中穣                                |
| 3    | Life Can Be So Nice         | 水上清資 | 村田雅彥          | 村田雅彥   | 關口雅浩                              |
| 4    | MY FAIR LADY                | 野尻靖之 | 松浦錠平          | 松浦錠平   | 福世孝明 三宅雄一郎                   |
| 5    | Interlude                   | 村井貞之 | 安田賢司          | 安田賢司   | 三浦和也                              |
| 6    | Mother's Day                | 野尻靖之 | 渡部高志 遠藤徹哉 | 熨斗谷充孝 | 浅野ヒロ                              |
| 7    | Until Ure In My Arms Again  | 水上清資 | 仁賀綠朗          | 山田次郎   | 關口雅浩                              |
| 8    | She's So Unusual            | 村井貞之 | 川瀨敏文          | 山本恵     | 秦野好紹 梅原隆弘                     |
| 9    | You'll never be young twice | 野尻靖之 | 安田賢司          | 安田賢司   | 松本文男                              |
| 10   | Poom Poom                   | 水上清資 | 佐藤雄三          | 佐藤雄三   | 金紀杜                                |
| 11   | Under The Gravity's Rainbow | 村井貞之 | 仁賀綠朗          | 矢吹勉     | 米田光宏、三浦和也 伊藤良明、松本文男 |
| 12   | A Requiem                   | 村井貞之 | 渡部高志          | 安田賢司   | 須賀重行                              |

### 不吉波普不笑

#### 製作人員
- 原作：上遠野浩平
- 原作插画：绪方刚志
- 導演：夏目真悟
- 副導演：八田洋介
- 系列構成、腳本：铃木智寻
- 人物設計：澤田英彦
- 總作畫監督：筱雅律、土屋圭
- 美術監督：池田繁美、丸山由紀子
- 色彩設定：橋本賢
- 3DCG監督：廣住茂徳
- 攝影監督：伏原あかね
- 編集：木村佳史子
- 音響監督：はたしょう二（日语：はたしょう二）
- 音響製作：KADOKAWA
- 音樂：牛尾憲輔
- 動畫製作：Madhouse[2]

#### 主題曲
片頭曲
「shadowgraph」
作詞・作曲・編曲・主唱：MYTH & ROID
片尾曲
「Whiteout」[17]（第1話 - 第8話、第10話 - 第17話）
作詞・作曲：ボンジュール鈴木、編曲：鈴木Daichi秀行、歌：安月名莉子
「Sayonara」（第9話）
作詞・作曲：ヒゲドライバー、編曲：篠崎あやと、歌：安月名莉子
「See You, HeartBreakers」〈ENDING BGM〉（第18話）
作曲：牛尾憲輔、百石元

#### 各話列表
| 話數   | 日文標題 | 中文標題         | 編劇     | 分鏡              | 演出                       | 作畫監督                                                |
| ------ | -------- | ---------------- | -------- | ----------------- | -------------------------- | ------------------------------------------------------- |
| 第1話  |          | 不吉波普不笑1    | 鈴木智尋 | 夏目真悟          | 夏目真悟                   | 筱雅律                                                  |
| 第2話  |          | 不吉波普不笑2    | 鈴木智尋 | 重原克也          | 重原克也                   | 土屋圭                                                  |
| 第3話  |          | 不吉波普不笑3    | 鈴木智尋 | 夏目真悟          | 八田洋介                   | 長坂慶太                                                |
| 第4話  |          | VS幻想者1        | 鈴木智尋 | 川尻善昭          | 川野麻美                   | 金世俊                                                  |
| 第5話  |          | VS幻想者2        | 鈴木智尋 | 川尻善昭          | 又野弘道                   | 小山知洋                                                |
| 第6話  |          | VS幻想者3        | 鈴木智尋 | 川尻善昭          |                            | 松本純平、青野厚司、志賀道憲                            |
| 第7話  |          | VS幻想者4        | 鈴木智尋 | 齊藤圭一郎        | 齊藤圭一郎                 | 原科大樹                                                |
| 第8話  |          | VS幻想者5        | 鈴木智尋 | 重原克也          | 重原克也                   | 西川千尋                                                |
| 第9話  |          | VS幻想者6        | 鈴木智尋 | 八田洋介          | 八田洋介                   | 長坂慶太、今村大樹                                      |
| 第10話 |          | 黎明的不吉波普 1 | 鈴木智尋 | 久貝典史          | 重原克也                   | 久貝典史                                                |
| 第11話 |          | 黎明的不吉波普 2 | 鈴木智尋 | 中園真登          | Park Myung Hwan            | Lee Gwan Woo、Min Hyun Sook Yuu Seung Hee、Lee Jung Hun |
| 第12話 |          | 黎明的不吉波普 3 | 鈴木智尋 | 川野麻美 八田洋介 |                            | 松本純平、青野厚司、志賀道憲、 橋本浩一                 |
| 第13話 |          | 黎明的不吉波普 4 | 鈴木智尋 | 齊藤圭一郎        | 齊藤圭一郎                 | 原科大樹                                                |
| 第14話 |          | 过载 歪曲王 1    | 鈴木智尋 | 川尻善昭          | 川野麻美                   | 金世俊                                                  |
| 第15話 |          | 过载 歪曲王 2    | 鈴木智尋 | 川尻善昭          | Park Myung Hwan 石鄉岡範和 | Yuu Seung Hee、Lee Kawan Woo Min Hyeon Sook             |
| 第16話 |          | 过载 歪曲王 3    | 鈴木智尋 | 中園真登          | 中園真登                   | 半田修平                                                |
| 第17話 |          | 过载 歪曲王 4    | 鈴木智尋 | 重原克也          | 重原克也                   | 原科大樹                                                |
| 第18話 |          | 过载 歪曲王 5    | 鈴木智尋 | 八田洋介          | 八田洋介                   | 長坂慶太                                                |

#### BD與DVD
| 卷數 | 發售日期      | 收錄話數      | 規格編號   | 規格編號   |
| 卷數 | 發售日期      | 收錄話數      | BD         | DVD        |
| ---- | ------------- | ------------- | ---------- | ---------- |
| 1    | 2019年3月27日 | 第1話~第3話   | ZMXZ-12971 | ZMBZ-12981 |
| 2    | 2019年4月24日 | 第4話~第6話   | ZMXZ-12972 | ZMBZ-12982 |
| 3    | 2019年5月24日 | 第7話~第9話   | ZMXZ-12973 | ZMBZ-12983 |
| 4    | 2019年6月26日 | 第10話~第13話 | ZMXZ-12974 | ZMBZ-12984 |
| 5    | 2019年7月24日 | 第14話~第18話 | ZMXZ-12975 | ZMBZ-12985 |

## 真人版電影
「不吉波普不笑 Boogiepop and Others」以系列小說第1作改編成真人版電影，於2001年3月11日在日本上映。
製作人員
- 監督：金田龍
- 脚色：村井貞之
- 音樂：梶浦由記
- 製作協力：K.K.Central Arts（日语：セントラル・アーツ）
- 製作:MediaWorks、博報堂、東映影片
- 發行：東映影片

### 演員
- 宮下藤花 / 不吉波普：吉野紗香（日语：吉野紗香）
- 霧間凪：黒須麻耶（日语：黒須麻耶）
- 百合原美奈子/曼提柯爾：酒井彩名
- 紙木城直子：三輪明日美（日语：三輪明日美）
- 艾柯斯：寺脇康文
- 末真和子：清水真實（日语：清水真実）
- 竹田啓司：川岡大次郎（日语：川岡大次郎）
- 早乙女正美：高野八誠
- 新刻敬：廣橋佳以（日语：広橋佳以）
- 田中志郎：笠原秀幸（日语：笠原秀幸）
- 木村明雄：澤木哲（日语：沢木哲）

作者劇中客串一個在樓梯上念書的角色。

### 主題曲

作詞・作曲・編曲・主唱：菅止戈男

## 遊戲
- 電擊學園RPG 女神的十字架

任天堂DS遊戲軟體，ASCII Media Works發售。不吉波普以特別召喚卡登場。
- 電擊文庫 FIGHTING CLIMAX

不吉波普以輔助角色在電擊文庫角色出現的格鬥遊戲登場。

## 註腳
1. ↑  取自英國搖滾樂團平克·佛洛伊德的樂曲《The Scarecrow》
2. ↑  取自英國搖滾樂作家艾爾頓·強的歌曲《Skyline Pigeon》
3. ↑  取自美國嘻哈樂團「骨頭、惡棍與和聲合唱團」，在1995年發表專輯《E.1999 Eternal》中的《Mo・Murda》，意思與英語「更多的謀殺(More Murder)」相同。

## 外部連結
- MediaWorks 官方網站（日語）
- 幻影死神動畫版官方網站（日語）
- 不吉波普不笑動畫官方網站 （页面存档备份，存于）（日語）
- TVアニメ『ブギーポップは笑わない』公式的X（前Twitter）（日語）
- 幻影死神東京電視台網站（日語）